# Lawrence Phillips
Pour les articles homonymes, voir Phillips.
(en) Statistiques sur pro-football-reference
(en) Statistiques sur statscrew
Lawrence Phillips, né le 12 mai 1975 à Little Rock en Arkansas, est un joueur américain de football américain et de football canadien ayant joué à la position de running back. Très prometteur au niveau universitaire, Phillips a vu sa carrière professionnelle écourtée par des problèmes juridiques qui se sont poursuivis jusqu'à sa mort.
Après une carrière universitaire couronnée de succès avec les Cornhuskers du Nebraska, il est sélectionné au sixième rang de la draft 1996 de la NFL par les Rams de Saint-Louis. Des contre-performances jumelées à des problèmes en dehors du terrain amènent toutefois les Rams à se séparer de lui avant la fin de sa deuxième saison. Les Dolphins de Miami et les 49ers de San Francisco tentent une chance avec lui, mais il est libéré à chaque fois. Il tente de relancer sa carrière dans la Ligue canadienne de football avec les Alouettes de Montréal, qui est marquée par une victoire à la Coupe Grey, puis les Stampeders de Calgary, mais les mêmes problèmes qu'il a connu dans la NFL le chasse de la ligue et mettent fin à sa carrière professionnelle.
Ses problèmes judiciaires continuent après sa carrière avec notamment des inculpations pour agression et violence conjugale et il est condamné pour un total de 31 années d'emprisonnement. Après avoir été accusé du meurtre de son codétenu, il se suicide dans sa cellule en 2016.

## Statistiques
| Année      | Équipe                 | MJ         |     | Courses | Courses | Courses | Courses |       | Passes réceptionnées | Passes réceptionnées | Passes réceptionnées | Passes réceptionnées |
| Année      | Équipe                 | MJ         | Nb. | Yards   | Moy.    | TD      | Nb.     | Yards | Moy.                 | TD                   |                      |                      |
| 1996       | Rams de Saint-Louis    | 15         | 193 | 632     | 3,3     | 4       | 8       | 28    | 3,5                  | 1                    |                      |                      |
| 1997       | Rams de Saint-Louis    | 10         | 183 | 633     | 3,5     | 8       | 10      | 33    | 3,3                  | 0                    |                      |                      |
| 1997       | Dolphins de Miami      | 2          | 18  | 44      | 2,4     | 0       | 1       | 6     | 6                    | 0                    |                      |                      |
| 1999       | Barcelona Dragons      | 10         | 194 | 1 021   | 5,3     | 14      | 25      | 247   | 9,9                  | 0                    |                      |                      |
| 1999       | 49ers de San Francisco | 8          | 30  | 144     | 4,8     | 2       | 15      | 152   | 10,1                 | 0                    |                      |                      |
| 2002       | Alouettes de Montréal  | 15         | 187 | 1 022   | 5,5     | 13      | 33      | 292   | 8,8                  | 0                    |                      |                      |
| 2003       | Stampeders de Calgary  | 8          | 107 | 486     | 4.5     | 1       | 13      | 92    | 7,1                  | 0                    |                      |                      |
| Totaux NFL | Totaux NFL             | Totaux NFL | 424 | 1 453   | 3,4     | 14      | 34      | 219   | 6,4                  | 1                    |                      |                      |
| Totaux LCF | Totaux LCF             | Totaux LCF | 294 | 1 508   | 5,1     | 14      | 46      | 384   | 8,3                  | 0                    |                      |                      |